# Ahmed Vefik Pacha

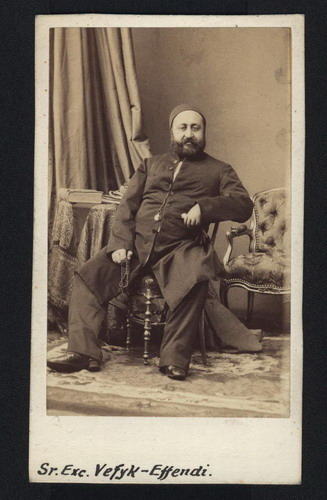
Ahmed Vefik Pacha photographié par Disderi, Paris, 1860.

Ahmed Vefik Pacha  (turc ottoman : احمد وفیق پاشا), né le 3 juillet 1823 à Constantinople (Empire ottoman) et mort le 2 avril 1890 ou 1891 dans la même ville, est un homme d'État, diplomate, traducteur et dramaturge ottoman.
Il a exercé les fonctions de grand vizir, gouverneur de provinces et président du parlement ottoman et joué un rôle politique et culturel  important pendant la dernière période de l'Empire ottoman. Pacha est un titre de fonction.

## Origines et début de carrière
Petit-fils d'un Grec converti à l'islam et fils d'une mère juive, il accompagne son père à Paris en 1834 et étudie au collège Saint-Louis. De retour à Constantinople, il devient chef du service de traduction et, à partir de 1847, dirige la publication d'un annuaire statistique de l'Empire.
À la fin de 1847, il est nommé commissaire de la Sublime Porte auprès des principautés roumaines (Moldavie et Valachie) vassales du sultan.

## Homme d’État et diplomate

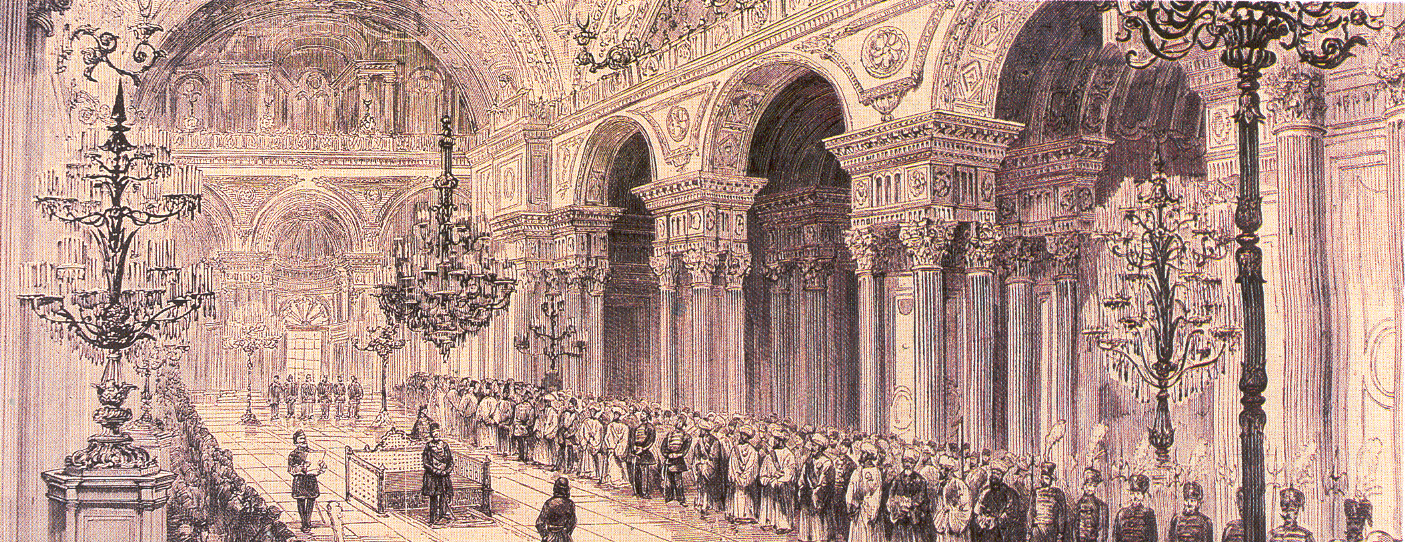
Ouverture du parlement ottoman au palais de Dolmabahçe, 1876.

De 1851 à 1855, il est ambassadeur en Perse et parvient à l'écarter de la sphère d'influence de l'Empire russe. De retour à Constantinople, vers la fin de la période de réformes du tanzimat, il est nommé membre du conseil d’État et du conseil supérieur de la guerre.
Il est brièvement ministre de la justice en 1857 puis ambassadeur à Paris en 1860-1861 : il tente de s'opposer à l'expédition française en Syrie. À son retour, il est nommé ministre des fondations religieuses (vakuf) et proteste contre les abus, ce qui lui vaut d'être démis de ses fonctions en 1863.
En 1877, le sultan Abdülhamid II fait de lui le premier président du parlement ottoman pendant la première période constitutionnelle (1876-1878).
Il exerce les fonctions de grand vizir pendant deux courtes périodes, du 4 février au 18 avril 1878 et du 1er au 3 décembre 1882.

## Œuvre culturelle

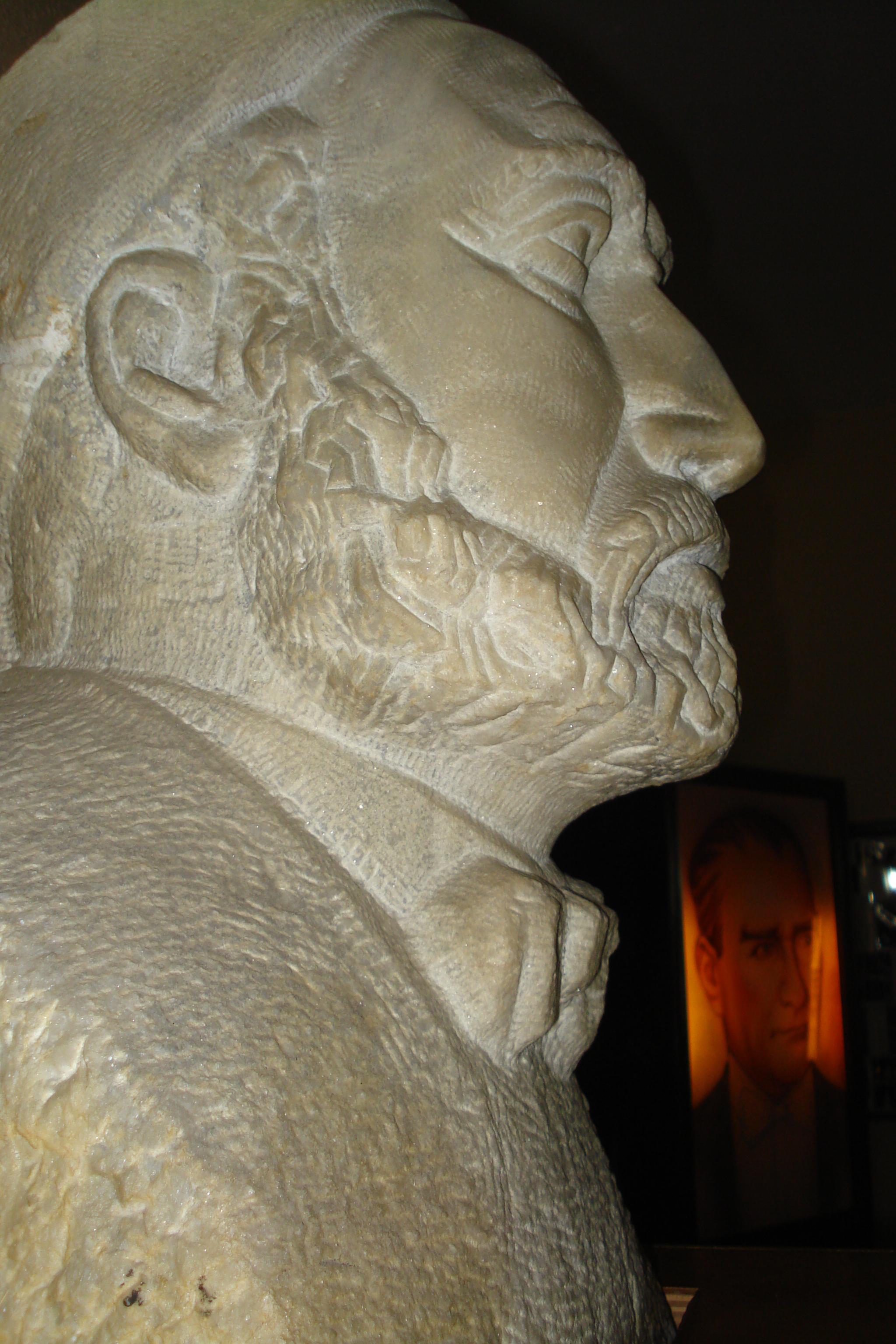
Buste d'Ahmed Vefik Pacha au théâtre de Bursa, 2010.

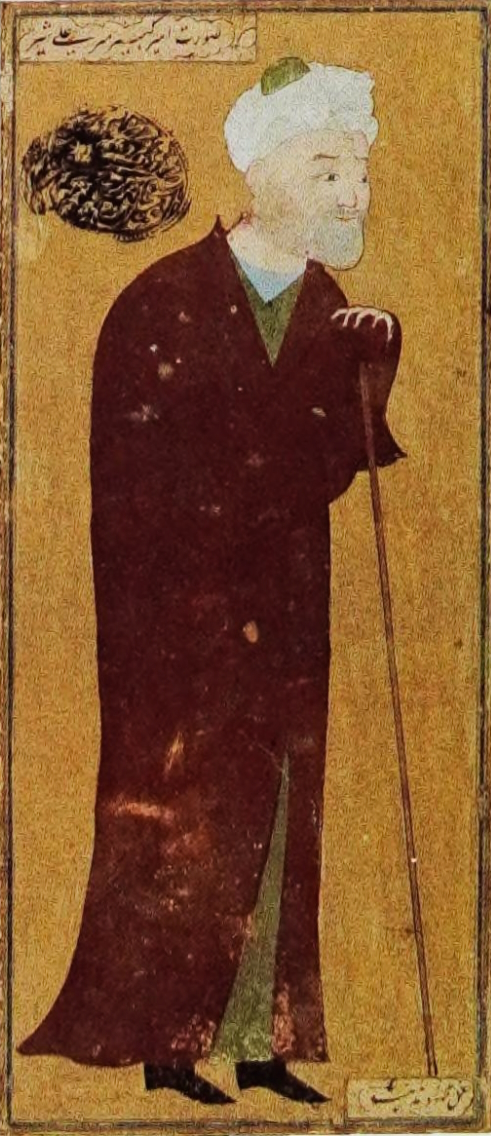
Mir Alicher Navoï, miniature du XVe s.

En marge de sa carrière politique, Ahmed Vefik Pacha, en 1851, est nommé membre de l'Académie ottomane des sciences (en), rédige le premier manuel de textes turcs (Fezleke-i Tarîh-i Osmânî, 1870) ainsi qu'un manuel de géographie et un dictionnaire de turc.
Il traduit en turc les comédies de Molière, 32 pièces en tout dont il ne fait publier que 16, pendant ses séjours à Bursa, entre 1870 et 1887, comme gouverneur du vilayet de Hüdavendigâr. Il les modifie plus ou moins pour ne pas choquer le public musulman : ainsi, dans Le Bourgeois gentilhomme, il coupe les scènes de « turquerie », et dans Les Fourberies de Scapin, il évite de parler de pirates turcs. Par ailleurs, il traduit d'autres auteurs français : Fénelon, Victor Hugo, Lesage et Voltaire mais aussi d'anciens auteurs turcs d'Asie centrale, Mir Alicher Navoï (1441-1501) et Abulghazi Bahadur (1603-1663), ce qui fait de lui à la fois un introducteur de la culture occidentale et un précurseur du nationalisme turc.
Il est membre de la Grande Loge (de) de la franc-maçonnerie en Turquie.

### Sources et bibliographie
- (de) Cet article est partiellement ou en totalité issu de l’article de Wikipédia en allemand intitulé « Ahmed Vefik Pascha » (voir la liste des auteurs) dans sa version du 9 juin 2018.

- (en) Cet article est partiellement ou en totalité issu de l’article de Wikipédia en anglais intitulé « Ahmed Vefik Pasha » (voir la liste des auteurs) dans sa version du 20 février 2018.
- Anamur Hasan, « La structure socio-culturelle de l'Empire ottoman au XIXe siècle et les traductions de cette époque », Romantisme, 2006/1 (n° 131), p. 7-7
- Selcuk Aksin Somel, The A to Z of the Ottoman Empire, Art. « Ahmed Vefik Pasha », Scarecrow, 2003